# Зинченко, Алексей Иосифович
Алексей Иосифович Зинченко (15 августа 1915, Долгинцево, Херсонская губерния — не ранее 1990, Ногинск, Московская область) — советский хозяйственный, государственный и политический деятель.

## Биография
Родился 15 августа 1915 года в посёлке железнодорожной станции Долгинцево. Член ВКП(б) с 1941 года.
С 1937 года — на хозяйственной, общественной и политической работе. В 1937—1950 годах — мастер, начальник смены, заместитель начальника цеха Московского электродного завода, участник Великой Отечественной войны, начальник отдела Гвардейского воздушно-десантного корпуса на 3-м Белорусском фронте, технолог цеха, секретарь партийной организации Московского электродного завода.
В 1950—1987 годах — директор Новочеркасского электродного завода. Внёс огромный вклад в становление и развитие предприятия, за подбор и обучение молодых специалистов имел прозвище «Комсомольский директор».

видный организатор электродной промышленности. Значителен вклад в становление и развитие электродного производства А. И. Зинченко, который многие годы направляет техническую политику, воспитывает кадры, мобилизует коллектив завода на решение актуальных и сложных задач.— журнал «Цветные металлы», 1985 год
Делегат XXV съезда КПСС.
В 1987 году вышел на пенсию, переехал в город Ногинск Московской области.
Умер в Ногинске после 1990 года.